# Geochimica del petrolio
La geochimica del petrolio si occupa dello studio degli idrocarburi, liquidi e gassosi, prodotti in natura. 
Gli studi sulle rocce madri generalmente forniscono informazioni sulla quantità di petrolio o gas naturale che la roccia è potenzialmente in grado di generare e sul livello di maturità di un particolare campione. Gli studi iniziali sono volti a identificare la tipologia della fonte, il grado di maturità e le alterazioni associate agli idrocarburi. Tali determinazioni sono tipicamente eseguite tramite metodiche analitiche che sfruttano gli isotopi del carbonio, biomarcatori e metodi spettroscopici quali la spettroscopia IR. I dati ottenuti possono essere anche utilizzati per interpretare la storia di un dato giacimento di petrolio, inclusi gli itinerari di migrazione verso le rocce serbatoio, il tempo trascorso nella riserva e altri meccanismi di alterazione. Infine, una dettagliata indagine geochimica può aiutare a identificare giacimenti il cui sfruttamento può essere particolarmente ostacolato dalla struttura geologica.
Mentre la geologia degli idrocarburi tende a focalizzarsi maggiormente sugli aspetti geologici legati al petrolio, la geochimica del petrolio si sofferma invece maggiormente sui fenomeni e trasformazioni geochimiche correlate e sulla caratterizzazione chimica del petrolio e del gas naturale.